# Église Saint-Yrieix de Saint-Yrieix-sous-Aixe
Pour les articles homonymes, voir Église Saint-Yrieix.
L'église Saint-Yrieix est une église de Saint-Yrieix-sous-Aixe dans le département français de la Haute-Vienne dans le Limousin.

## Histoire

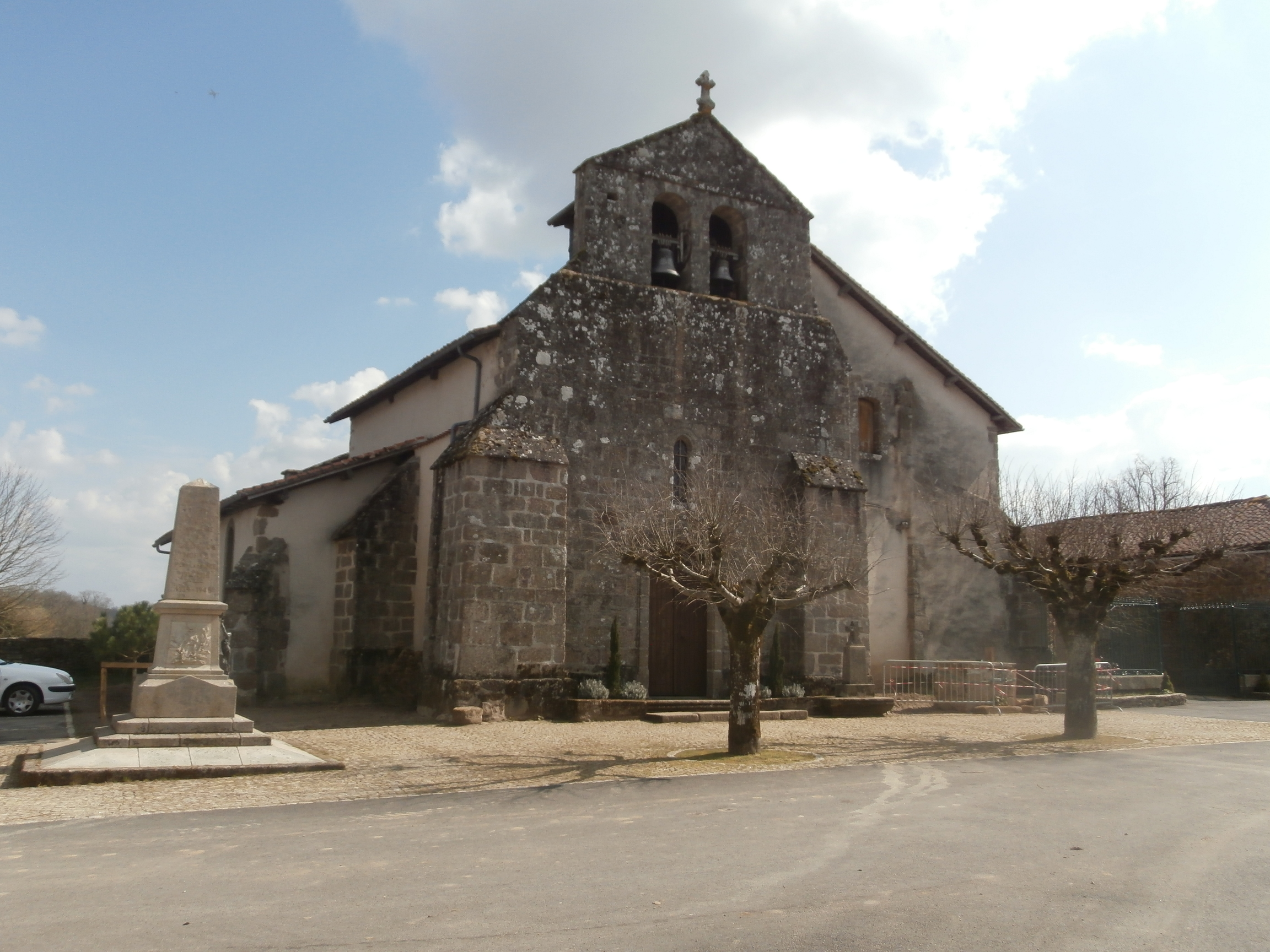
église Saint-Yrieix avec sa façade romane

Elle fut construite au XIIe dans un style roman et en partie reconstruite au XVe siècle dans un style gothique. L'église a fini d'être restaurée en 1962. 
L'église est inscrite aux Monuments historiques depuis le 15 octobre 1985.

## Architecture
Elle se compose de deux nefs parallèles à deux travées sur plan carré, un plan rare en Limousin, voûtées d'ogives. Seule ont été conservés de l'époque romane le sanctuaire voûté d'arêtes et la façade occidentale, typique des églises romandes du Limousin. L'église possède le tout dernier vitrail créé par Francis Chigot qui fut posé peu après sa mort en 1960. Les autres vitraux sont l'œuvre de l'Atelier du vitrail, nom de l'atelier regroupant après la mort du maitre-verrier, ceux qui travaillaient avec lui. 